# Собор Покрови Пресвятої Богородиці та святого Андрія Первозваного
Собор Покрови Пресвятої Богородиці та Св. Андрія Первозванного (нім. Maria Schutz und St. Andreas) — кафедральний собор Апостольського екзархату в Німеччині та Скандинавії УГКЦ у Мюнхені, район Унтерґізінґ (Untergiesing-Harlaching).
Споруджений в 1970-х роках у стилі бруталізм.

## Історія
Церква була побудована за планами архітектора Ервіна Шлейха. Освячена 17 жовтня 1976 року.
22 листопада 2008 року перед собором було відкрито пам’ятний камінь жертвам голодомору.
Меценатський празник посилається на легенду про появу Марії Андрієм Юродивим, день свята — це захист і заступництво (церковнослов’янська Покровъ Покрова, 1-14 жовтня, грег. / Юл.).

## Екстер'єр
Церква являє собою прямокутну споруду, заввишки близько 18 м і довжиною 24 м. Широкий фасад розділений посередині вхідними воротами та скляним вікном над ними.
По обидва боки від воріт висять круглі бронзові барельєфи засновників християнства в Україні, — Святий Володимир ліворуч та свята Княгиня Ольга праворуч.
Задня частина церкви утворена трьома напівкруглими апсидами однакового розміру, які символізують Трійцю. Купол піднімається посеред плоского даху, увінчаний хрестом.

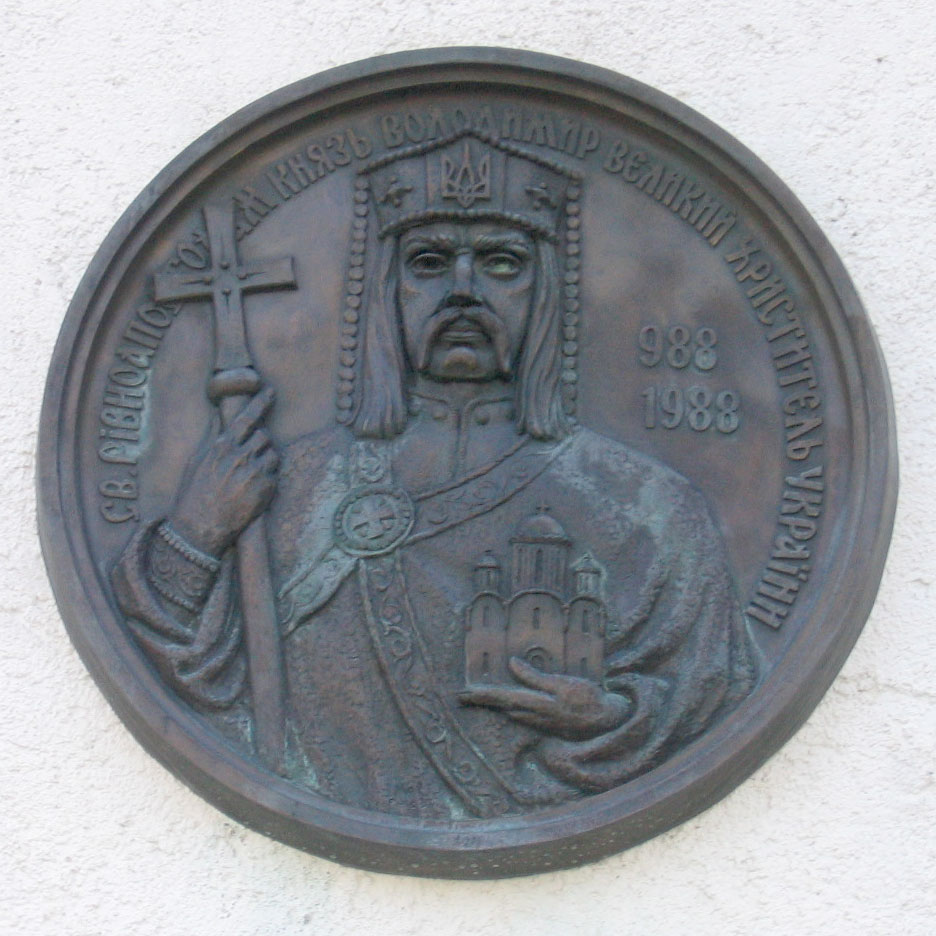
св. Володимир
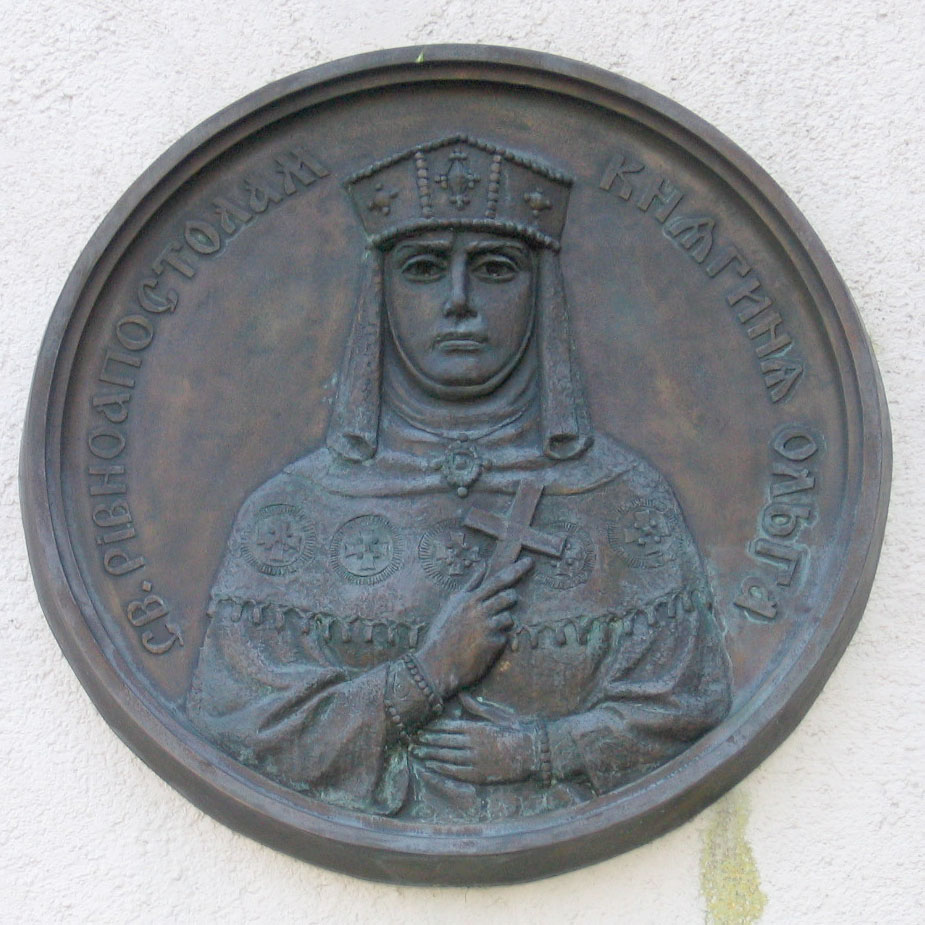
св. Ольга
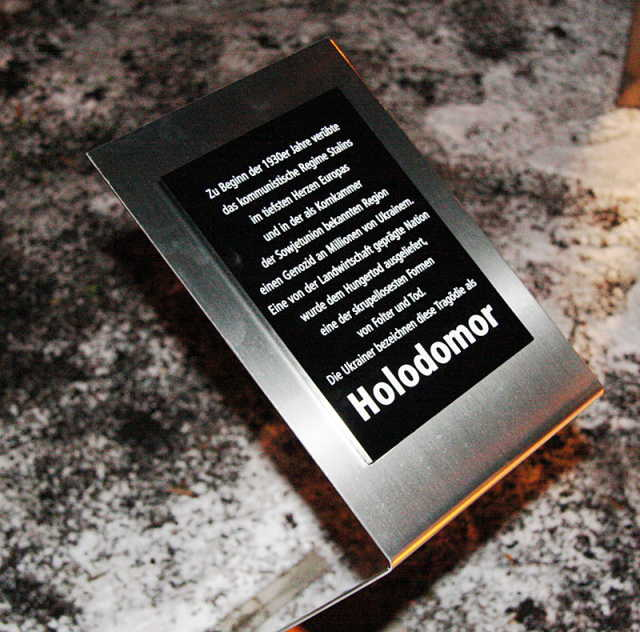
Інформаційна табличка на меморіалі Голодомору
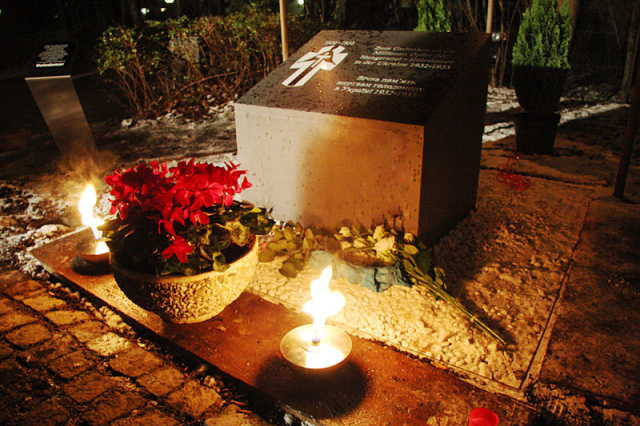
Пам'ятний знак Голодомору
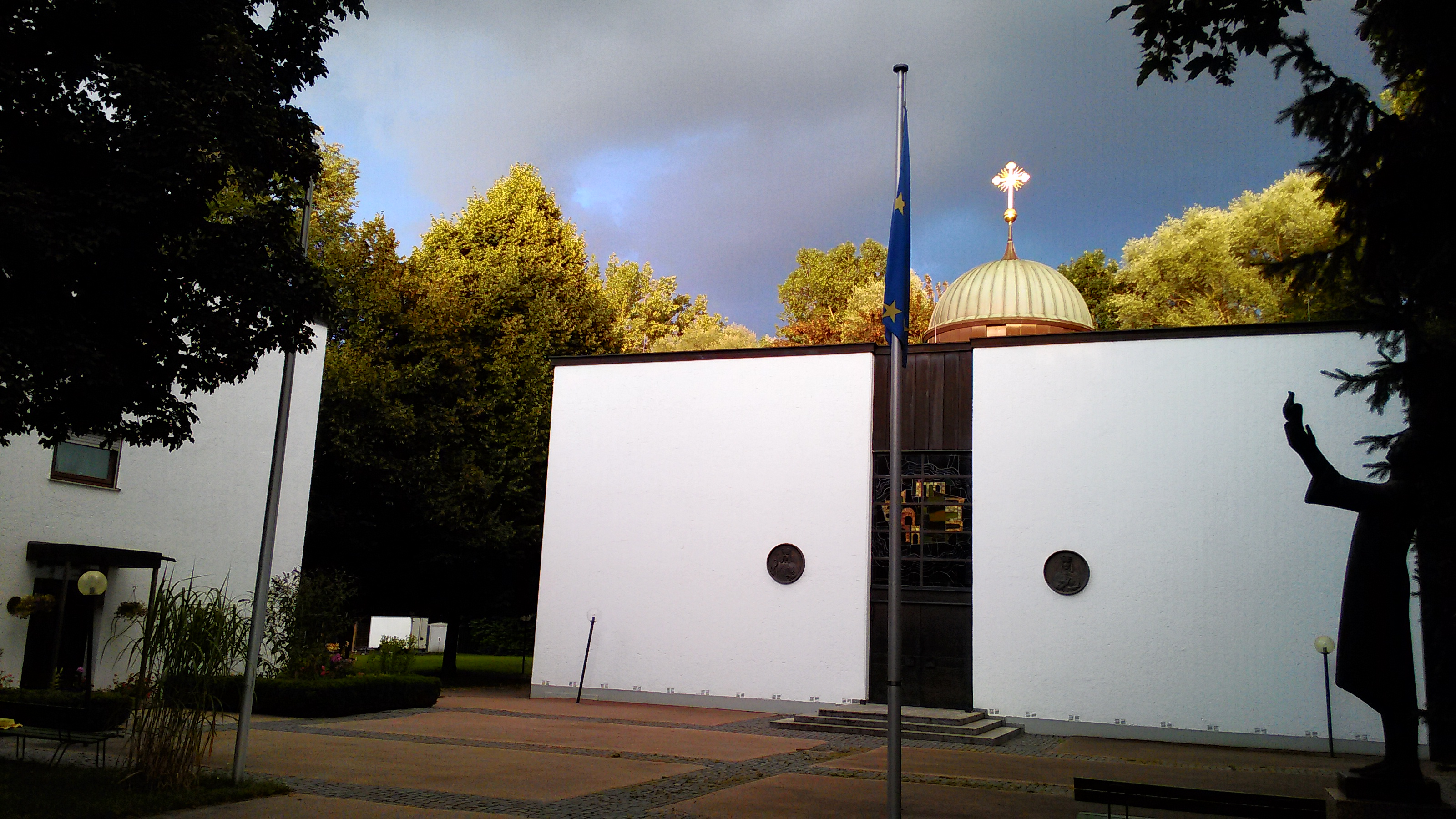

## Інтер'єр
Від входу на західній стороні ви переходите до головної кімнати через передпокій. Альтанка трохи піднята від основної кімнати і відокремлена від неї іконостасом.
Інтер'єр Храму прикрашають мистецькі твори іконописця Святослава Гординського.